# Älvprocesserna på Sicilien

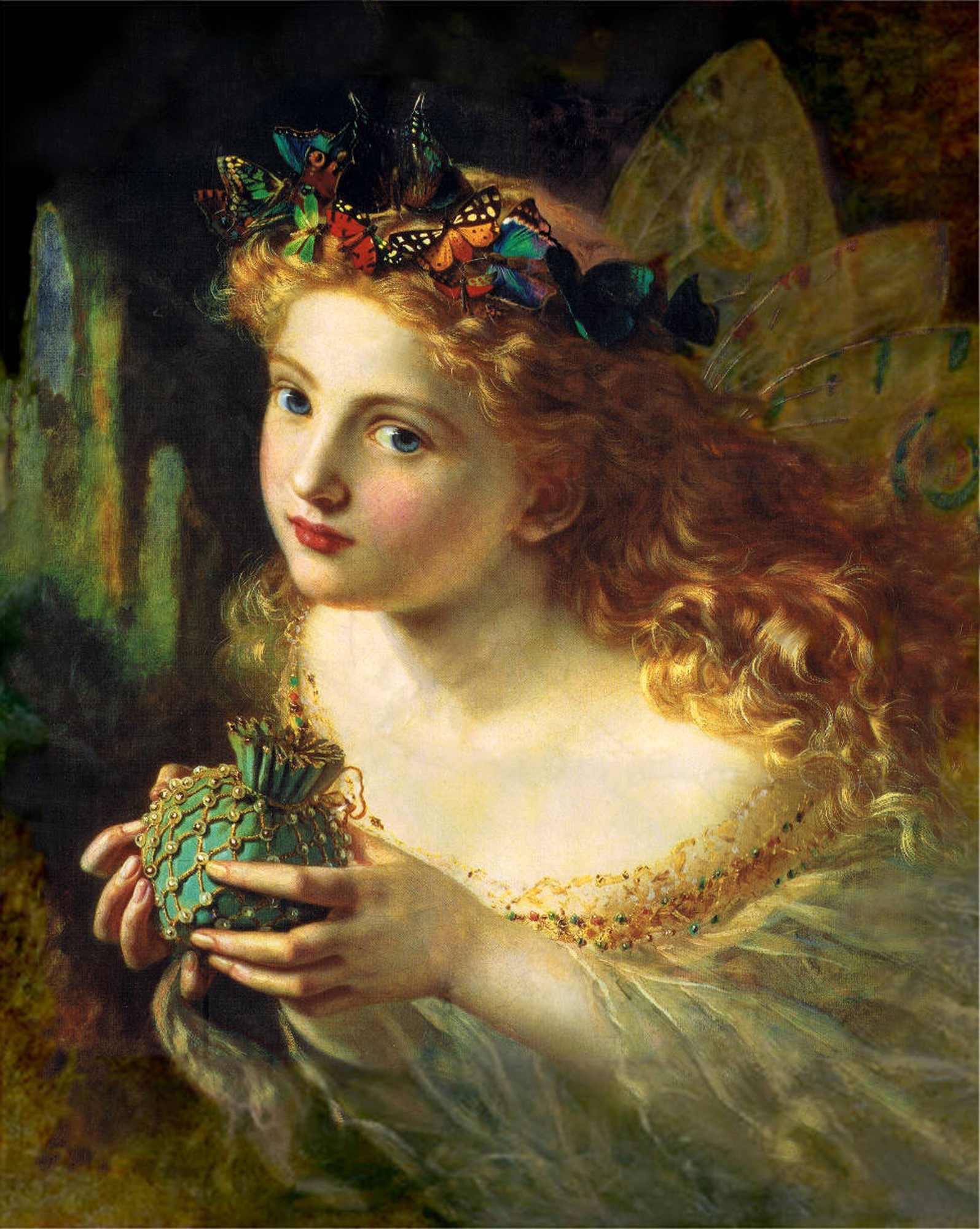
Fe – "Take the Fair Face of Woman", målning av Sophie Gengembre Anderson.

Älvprocesserna på Sicilien var ett unikt fenomen för Sicilien, där häxprocesserna regelmässigt blandade in älvor, donas de fuera. 
Mellan 1282 och 1782 hade Sicilien en egen inkvisition med ett stort angivarnät över hela ön. Under perioden 1547-1701 listas 1388 fall, varav 456 handlade om trolldom. Ändå avrättades få som anklagades för häxeri; den katolska inkvisitionen var i allmänhet inte intresserad av häxor, utan intresserade sig mycket mer för kättare. 
På Sicilien trodde man på feer, som också kunde vara manliga och påminner om vad som nu ses som alver eller älvor. Dessa rekryterade kvinnor som de tog till "Benevento", Siciliens Blåkulla.

## Fiskarhustrun i Palermo
Fiskarhustrun, som ställdes inför rätta år 1588, berättade, att hon som flicka hade flugit genom luften med en grupp kvinnor till en stor slätt på fastlandet i kungadömet Neapel, där en rödfärgad tonårspojke och en vacker kvinna satt på en tron. De kallades kungen och drottningen. Ledaren för de kvinnor som fört henne dit, "fänriken", sade henne att om hon knäböjde för alvernas kungapar och gav dem sin lydnad, skulle de giva henne rikedom, skönhet och vackra män, och de tillade att hon inte skulle tillbe eller nämna Jungfru Maria mer därför att det var ofint att göra det när alverna hörde på. Hon gick med på att tillbe kungen som Gud och drottningen som Gudinnan och svor det på en bok med stora bokstäver som fänriken höll fram, och tillbad det gudomliga paret på tronen. Därefter åt de och drack och låg med varandra, och hon hade samlag med flera män på kort tid. Efteråt hade hon vaknat som efter en dröm, men ibland hade de hämtat henne innan hon hade gått till sängs på kvällen, för att hennes man och barn inte skulle märka något, och hon hade varit vaken hela tiden. 
Hon sade att hon inte hade vetat att det var djävulskt förrän prästen hade sagt henne att det var Djävulen och att hon måste sluta, men att hon hade fortsatt med det i alla fall, därför att det gjorde henne så lycklig. Dessutom hade gudaparet gett henne medel att bota sjuka, så hon kunde förtjäna pengar, för att hon alltid hade varit fattig.
Inkvisitionen var inte särskilt intresserad av detta; de var mycket mer intresserade av kättare, och ville inte slösa tid på häxor, som inte ens blandade in Satan i sina bekännelser. De viftade därför bort allt genom att ta fasta på vad hon hade sagt om att det kanske hade varit en dröm. 

## Sammankomsterna
Feerna kallades donas de fuera, men denna benämning verkar också ha använts om de människor som hade kontakt med dem, och det fanns också manliga "feer". 
Feerna uppträdde mellan fem och sju stycken tillsammans, och en manlig älva spelade luta eller gitarr vid dansen. Feerna beskrivs som skönheter klädda i vitt, rött eller svart med fötter av kattassar, hästhovar eller av en underligt "rund" form. 
Feerna och människorna var indelade i kompanier i olika storlek (det fanns olika kompanier för adliga och fattiga människor) under ledning av en fänrik, och feerna träffade de människor som ingick i deras kompani varje tisdag, torsdag och lördag natt i skogen. I mars träffades flera kompanier i skogen. Deras "prins" förmanade dem att bara göra gott. En församling som kallades "de sju feerna" kunde förvandla sig till hundar och katter och något som kallades aydon, i vars form de kunde döda. Älvorna var inga änglar; de var känsliga och lättstötta och tog lätt illa vid sig och kunde då göra människor sjuka; en man fick kramp efter att ha råkat stöta till en av de osynliga feer som samlats runt honom då han spelade; en kvinna fick värk i armen efter att ha råkat sätta sig på en gravid älva. Andra hade stört dem då de i hemlighet färdades omkring i människornas hus om nätterna för att äta och dricka och för att kela med bebisar. För att bli sams med älvorna igen, kunde de drabbade betala en av de människor som kände älvorna för att vara värd på en nattlig försoningsmiddag medan husets ägare sov.

## Rättegångar
Fiskarhustrun var en av många kvinnor med sådana här berättelser; 65 rättegångar på Sicilien mellan 1579 och 1651 handlar om personer som sagt sig ha varit hos "feerna" eller älvorna; de flesta var kvinnor, men även åtta män finns bland de anklagade. 1630 dömdes Vicencia la Rosa "La Riciola" till förvisning för samma sak och en tillsägelse att inte prata om sådant. Men Vicencia, som var läkekvinna, fortsatte att tala om sin personliga alv Martinillo, som tog henne till "Benevento" där hon hade sex och lärde sig läkedom, och hon blev därför arresterad igen och förbjuden att någonsin återvända till Sicilien. 
De som hade kontakt med älvorna kallades av inkvisitionen häxor, men kyrkan verkar aldrig ha tagit dem på särskilt stor allvar, eftersom de aldrig blandade in Djävulen i sina berättelser. De försökte ibland få vittnena att framställa det som häxsabbater, men allmänhetens inställning om fenomenet var positivt. De anklagade sade att de hade kallats för att de hade "sött blod", och att de nästan alltid företog resan enbart som själar och lämnade kvar kroppen i sängen. Detta påminner om det fenomen som nu benämns astralprojektion. 
Inkvisitionen avskaffades på Sicilien då det 1782 blev en provins under Neapel, som det länge varit i personalunion med, och myndighetens akter brändes på bål i Palermo, men dess rapporter finns i den Spanska Inkvisitionens arkiv.